# Катски стуб
Катски стуб (груз. კაცხის სვეტი, kac'xis svet'i) је природни монолит кречњака који се налази у селу Катски у западној грузијској области Имеретија, у близини града Чијатура. Стуб је отприлике 40 м висок, и гледа на долину мале реке Катскура, десне притоке реке К'вирила.
Стена, са видљивим рушевинама цркве на горњој површини димензија око 150 м², од мештана је поштована као Стуб живота и симбол Истинитог крста, а окружена је легендама. Истраживачи се нису попели на њега и није испитан све до 1944. године, а систематичније је проучаван од 1999. до 2009. Ове студије су утврдиле да се ту налазе рушевине раносредњовековне испоснице из 9. или 10. века. Грузијски натпис палеографски датиран у 13. век сугерише да је испосница још увек постојала у то време. Верска делатност повезана са стубом оживљена је 1990-их , а манастирска зграда је обновљена у оквиру програма који финансира држава од 2009.

## Архитектура
Комплекс Катског стуба се састоји од цркве посвећене Максиму Исповеднику, крипте (гробни свод), три пустињачке ћелије, винског подрума и зида - завесе на неравној горњој површини стуба. У подножју стуба су новосаграђена црква Симеона Столпника и рушевине старог зида и звоника.
Црква Светог Максима Исповедника налази се на крајњем југоисточном углу горње површине Катски стуба. Једноставна мала дворанска црква димензија 4,5 × 3,5 м, представља савремену рестаурацију порушене средњовековне цркве зидане од камена. Испод и јужно од цркве налази се издужена правоугаона крипта димензија 2,0 × 1,0 м, која је служила као свод. Ископавања у уништеном винском подруму открила су осам великих посуда познатих у Грузији као к'веври. Такође треба поменути и правоугаону пећину подрума са улазом и два светларника — на окомитој површини стене, неких 10 м испод врха. У самој основи стуба налази се крст у рељефу, који показује паралеле са сличним раносредњовековним приказима пронађеним другде у Грузији, посебно у Болнисију.

## Историја
У историјским записима, Катски стуб први пут помиње  грузијски научник из 18. века принц Вахушти, који у свом Географском опису Краљевине Грузије извештава: „У ували је једна стена која стоји као стуб, прилично висока. На врху стене је мала црква, али нико не може да се попне на њу; нити зна како то да уради.“   Никакви други писани извештаји о монашком животу или пењањима нису сачувани. Бројне локалне легенде окружују стуб. Једна од њих каже да је врх стене дугим гвозденим ланцем био повезан са куполом цркве Катски, која се налази на удаљености од око 1,5 км од стуба.
У јулу 1944. група коју су предводили планинар Александар Јапаридзе и писац Леван Готуа извршила је први документовани успон на Катски стуб. Вакхтанг Тсинтсадзе, специјалиста за архитектуру из групе, известио је у свом раду из 1946. да су рушевине пронађене на врху стене остаци две цркве, које датирају из 5. и 6. века које су повезане са стилитском праксом, обликом хришћанског аскетизма. Од 1999. године, Катски стуб је постао предмет систематичнијих истраживања. На основу даљих студија и археолошких истраживања спроведених 2006. године, Гиорги Гагошидзе, историчар уметности из Грузијског националног музеја, поново је датирао структуре у 9.–10. век. Он је закључио да је овај комплекс састављен од манастирске цркве и келија за пустињаке. Откриће остатака винског подрума такође је поткопало идеју о екстремном аскетизму који се развио на стубу. Године 2007. пронађена је мала кречњачка плоча са грузијским натписима асомтаврули, палеографски датирана у 13. век и која открива име извесног „Гиоргија“, одговорног за изградњу три пустињачке ћелије. Натпис такође помиње Стуб живота, што одражава популарну традицију поштовања стене као симбола Истинског крста.
Верска делатност је почела да оживљава 1995. године, доласком монаха Максима Кавтарадзеа, родом из Чиатуре. Између 2005. и 2009. године, манастирска зграда на врху стуба је обновљена уз подршку Националне агенције за очување културног наслеђа Грузије. Стена је некада била доступна мушким посетиоцима преко гвоздених мердевина које су водиле од њеног подножја до врха, али се у новије време сматра недоступном јавности.
Максим Кавтарадзе, монах православне цркве, живи на врху Катски стуба 20 година, спуштајући се само два пута недељно. На врху стене пронађени су докази о употреби од стране стилита још у 13. веку. Уз помоћ локалних сељана и Националне агенције за очување културног наслеђа Грузије, Кавтарадзе је обновио 1200 година стару манастирску капелу на врху стене. Филмски документарни филм о пројекту завршен је 2013.